# گغام موغنتسیان
گغام مینویی موغنتسیان (ارمنی: Գեղամ Մինոյի Մուղնեցյան؛  زادهٔ ۲۱ دسامبر ۱۹۲۱ - درگذشته ۲۰۰۳) تاریخ‌نگار، کارشناس علوم پرورشی اهل ارمنستان بود.

## زندگی‌نامه
وی در ۲۱ دسامبر ۱۹۲۱ در متس پارنی به دنیا آمد و از دانشگاه دولتی علوم پرورشی خاچاطور آبوویان ارمنستان فارغ‌التحصیل گشت. همچنین برندهٔ جوایزی همچون نشان پرچم سرخ کار، نشان شایستگی نبرد، نشان ستاره سرخ شده است. وی در ۲۰۰۳ در سن ۸۲ سالگی درگذشت و در آرامستان مرکزی ایروان (توخماخ) به خاک سپرده شد.